# Huracán Nate
El huracán Nate fue el desastre natural más costoso en la historia de Costa Rica. Un ciclón tropical inusualmente rápido, causó severas inundaciones en América Central, lo que llevó a una destrucción generalizada y víctimas, a principios de octubre de 2017, antes de tocar tierra en la costa del Golfo de Estados Unidos. La decimocuarta tormenta nombrada y el noveno huracán de la hiperactiva temporada de huracanes del Atlántico de 2017, Nate se originó en una amplia área de baja presión sobre el suroeste del Caribe el 3 de octubre. La perturbación se desplazó hacia el noroeste, se organizó en una depresión tropical al día siguiente y alcanzó la intensidad de tormenta tropical a principios del 5 de octubre. La tormenta se trasladó a la costa de Nicaragua a partir de entonces. Poco se produjo un cambio en la fuerza cuando el sistema continuó en Honduras, y Nate comenzó una intensificación constante sobre las cálidas aguas del Mar Caribe noroccidental poco después. Alcanzó la fuerza del huracán mientras se movía a través del Canal de Yucatán temprano el 7 de octubre, alcanzando vientos máximos de 90 mph (150 km/h) en el Golfo de México central más tarde ese día. Temprano al día siguiente, Nate tocó tierra cerca de la desembocadura del río Misisipi en Louisiana. Después de cruzar la zona pantanosa del Delta del Misisipi, llegó a su segundo aterrizaje en los Estados Unidos. Cerca de Biloxi, Misisipi a principios del 8 de octubre, causando una marejada ciclónica que inundó la planta baja de los casinos y edificios costeros, y causó corrientes de resaca y vientos huracanados y la erosión de las playas.
Moviéndose hacia el noroeste a 29 mph (47 km/h), Nate fue el sistema tropical con el movimiento más rápido jamás registrado en el Golfo de México. También es el cuarto huracán del Atlántico en 2017 que ha tocado tierra en los Estados Unidos o en uno de sus territorios; un cuarteto de descargas no ha ocurrido desde 2005. Además, Nate fue el primer ciclón tropical que se movió a tierra en el estado de Misisipi desde el huracán Katrina. Un total de 48 muertes se atribuyeron a Nate: 16 muertes se contabilizaron en Nicaragua, 14 en Costa Rica, 5 en Guatemala, 7 en Panamá, 3 en Honduras, 1 en El Salvador y 2 en los Estados Unidos.

## Historia meteorológica

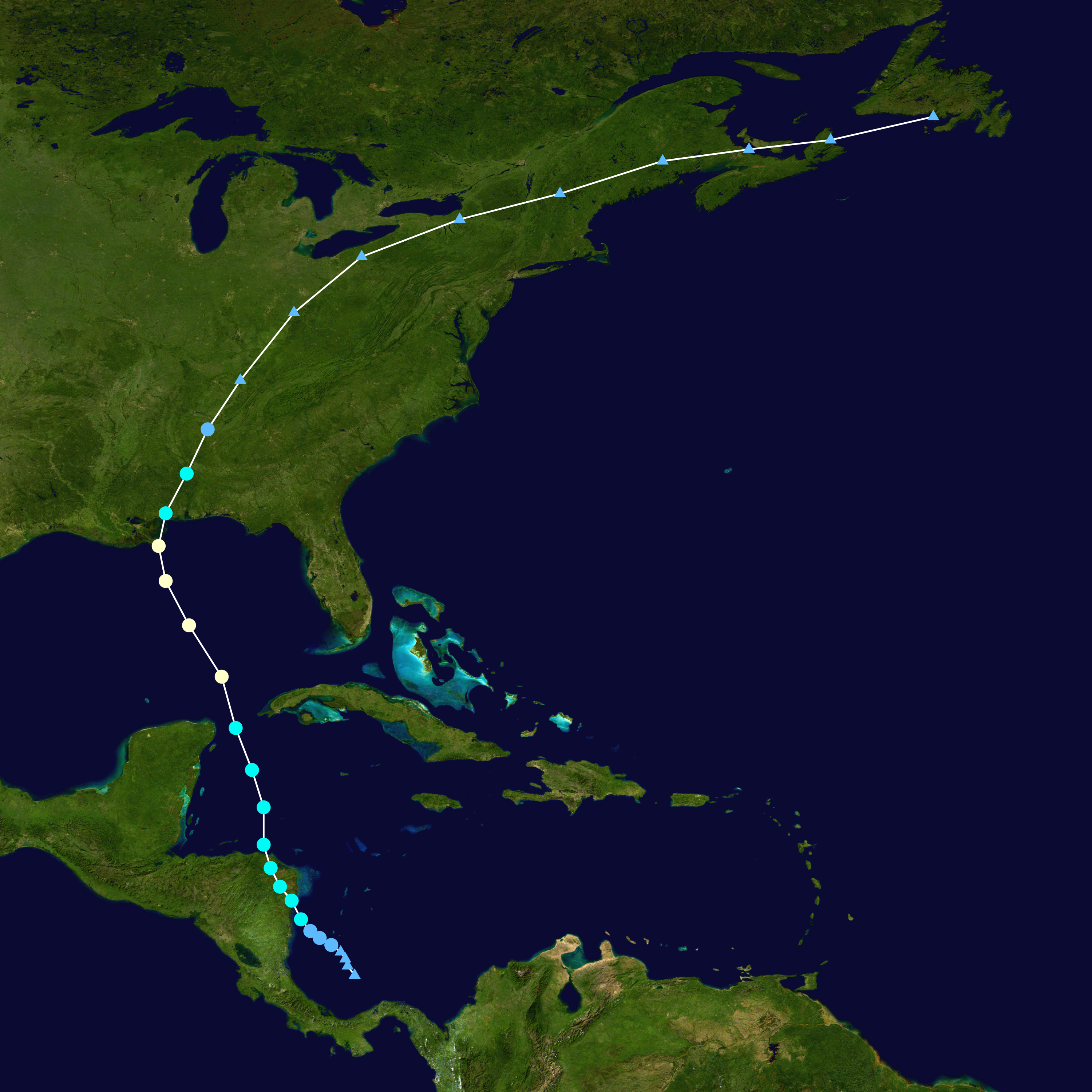
Mapa que traza la trayectoria y la intensidad de la tormenta, de acuerdo con la escala de huracanes de Saffir-Simpson

A principios de octubre, a comienzos de octubre, comenzó a interactuar una vaguada de superficie baja de baja presión que interactúa con un nivel bajo en todo el noroeste del Caribe, dando como resultado una nubosidad generalizada y lluvias dispersas en toda la región. A pesar de las presiones superficiales inusualmente bajas, inicialmente se pronosticaron fuertes vientos en niveles superiores para evitar una organización significativa. Durante las horas de la tarde del 3 de octubre, las imágenes satelitales y las observaciones en la superficie indicaron que se había formado una amplia área de baja presión sobre el extremo suroeste del Caribe. La perturbación comenzó a mostrar signos de fortalecimiento casi de inmediato; Las imágenes satelitales de la mañana siguiente mostraron grandes bandas curvas de convección profunda envueltas en el centro bien definido, lo que provocó que el Centro Nacional de Huracanes (NHC) lo actualice a una depresión tropical a las 12:00 UTC del 4 de octubre, mientras se encuentra a unas 40 millas (64 km) al sur de la isla de San Andrés.
El ciclón recién formado viajó en un rumbo noroeste durante su incipiencia, dirigido por una cresta sobre el Atlántico sudoeste. Más tarde, el 4 de octubre, la convección interna del núcleo floreció, con una banda convectiva bien definida en el semicírculo oriental. La presencia de una cortina ocular parcial en el radar de San Andrés, junto con las observaciones de la superficie desde Nicaragua, incentivaron al NHC para mejorar la depresión a la tormenta tropical Nate a las 06:00 UTC del 5 de octubre. Seis horas más tarde, el sistema se había trasladado a tierra justo al sur de puerto cabezas. Combinado con la moderada cizalladura del viento del suroeste, el paso de la tormenta sobre los terrenos escarpados de Nicaragua y Honduras hizo que el patrón de nubes se deteriorara, aunque sus vientos permanecieron cerca de la fuerza de la tormenta tropical. Sin embargo, este lapso en la estructura fue temporal, ya que Nate volvió a desarrollar la convección profunda incluso antes de resurgir sobre el agua; de hecho, el ciclón exhibió cierta apariencia de un anillo convectivo en imágenes de microondas. Integrado dentro de un giro ciclónico más grande en Centroamérica, Nate mantuvo un curso hacia el noroeste a través de la tierra, llevando la tormenta al Golfo de Honduras durante las primeras horas del 6 de octubre.
Una vez sobre las cálidas aguas del noroeste del Mar Caribe, Nate comenzó a fortalecerse lentamente, a pesar de su amplia superficie central y la separación de los vientos máximos al este desde el centro. Una cresta subtropical en desarrollo sobre el Atlántico occidental dio vuelta a la tormenta en una trayectoria más norte-noroeste. Las aeronaves de reconocimiento de reserva de la NOAA y la Fuerza Aérea que tomaron muestras del sistema durante la tarde del 6 de octubre confirmaron la continua intensificación; Los datos alrededor de las 02:30 UTC del día siguiente, que mostraban una pantalla ocular en desarrollo, permitieron actualizar a Nate al noveno huracán consecutivo de la temporada. El flujo continuo entre la cresta sobre el Atlántico occidental y el giro centroamericano impulsó a Nate al Canal de Yucatán y luego al Golfo de México el 7 de octubre; de hecho, con un movimiento promedio de 12 horas de 29 mph (47 km/h), Nate se convirtió en el huracán más veloz registrado en el golfo.  Las condiciones ambientales favorables permitieron que el fortalecimiento continuara: Nate desarrolló una cubierta densa central simétrica, con nubes con una temperatura superior a −114 °F (−81 °C) y un ojo considerable debajo, alcanzando vientos máximos de 90 mph (150 km/h) a las 12:00 UTC. El huracán alcanzó una presión barométrica mínima de 981 mbar (hPa; 28.97 inHg) seis horas después.
Impulsar la cizalladura vertical del viento causó que la convección de Nate se calentara rápidamente y perdiera la estructura, a pesar de los intentos de la tormenta para formar un ojo más distintivo. Alrededor de las 00:00 UTC del 8 de octubre, Nate tocó tierra por primera vez cerca de la desembocadura del río Misisipi con vientos de 85 mph (137 km/h). La convección profunda migró al norte y al este del centro, y una curva hacia el norte llevó la tormenta a tierra cerca de Biloxi, Mississippi, a las 05:30 UTC, con vientos de 75 mph (121 km/h). En el interior, Nate se incrustó en los rápidos vientos del oeste de latitud media, lo que provocó que la tormenta se acelerara de norte a noreste y se debilitara a una tormenta tropical 30 minutos después. Las observaciones en la superficie indicaron un ciclón que se debilita rápidamente, lo que provocó que el Centro Nacional de Huracanes rebajara la calificación de Nate a una depresión tropical a las 12:00 UTC mientras estaba ubicada sobre el sudoeste de Alabama; Otros avisos fueron relegados al Centro de Predicción Meteorológica (WPC). Nate continuó debilitándose y degradándose a un remanente bajo en Tennessee. Unas horas más tarde, el remanente bajo se convirtió en un ciclón extratropical sobre el valle de Ohio. El ciclón extratropical se movió hacia el noreste hacia Nueva Inglaterra, luego giró de este a noreste hacia las Provincias Marítimas el 10 de octubre. El remanente extratropical se disipó cerca de Terranova a principios del 11 de octubre, mientras degeneraba en un canal que giraba alrededor de otro ciclón extratropical hacia el norte.

## Preparaciones
| País        | Muertes | Desaparecidos | Daños (2017 USD) | Ref    |
| ----------- | ------- | ------------- | ---------------- | ------ |
| Costa Rica  | 11      | 2             |                  | [ 14 ] |
| El Salvador | 1       | 0             |                  |        |
| Honduras    | 3       | 3             |                  | [ 15 ] |
| Nicaragua   | 15      | 7             |                  |        |
| Panamá      | 7       | 0             |                  |        |
| Totales:    | 34      | 40            | N/A              |        |

### Panamá
Durante sus etapas formativas, la perturbación precursora interactuó con el canal de monzón para producir nubosidad generalizada sobre Panamá en la primera semana de octubre. Las inundaciones cayeron sobre gran parte de las cordilleras de Talamanca y central, incluyendo las provincias del centro-oeste de Chiriquí, Bocas del Toro, Comarca Ngäbe-Buglé, Veraguas, Panamá Oeste y Coclé, así como Colón y Guna Yala a lo largo de la costa Atlántica. El 3 de octubre, los funcionarios panameños emitieron una alerta para lluvias fuertes con fuertes ráfagas e instaron a los residentes del pueblo de Río de Jesús a evacuar.

### Costa Rica

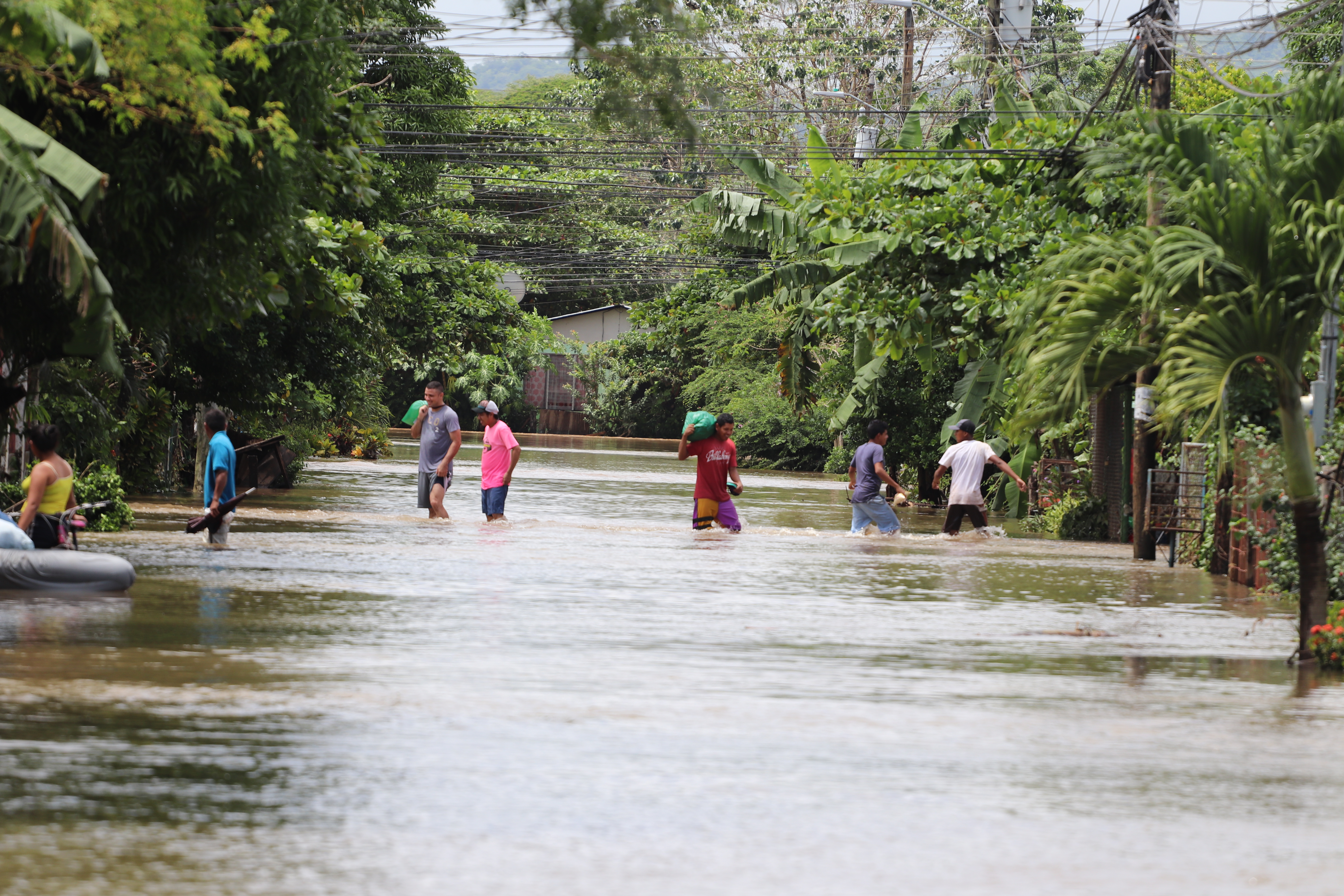
Comunidades en la provincia de Guanacaste, Costa Rica, anegadas por las crecidas de los ríos producto de la influencia directa del huracán Nate.

En Costa Rica, la Comisión Nacional de Emergencias emitió la alerta roja para las regiones del Valle Central, la costa del Pacífico y la Región Huetar Norte mientras que la costa caribeña estaba bajo alerta amarilla en la tarde del miércoles 4 de octubre. Esto motivó al Ministerio de Educación Pública a decretar la suspensión de lecciones a nivel nacional, con el fin de salvaguardar la vida, la integridad física y psicológica tanto de docentes como de estudiantes.
Dichas respuestas se dieron ante la situación de que desde semanas anteriores, ya se venían presentando incidentes por las fuertes lluvias, sobre todo en la Provincia de Cartago por lo que los suelos ya estaban saturados en algunas regiones del país. Otra de las razones que motivaron dicha declaratoria fue que el sistema se formó muy cerca del territorio costarricense y en un ritmo inusualmente rápido. De hecho, la Comisión Nacional de Emergencias debió emitir en la mañana del día miércoles 4 de octubre una Alerta Roja para la Provincia de Guanacaste, donde ya se habían presentado inundaciones.  
Pese a que el fenómeno aún era una débil Depresión Tropical, la cercanía al país de la Zona de Convergencia Intertropical hacia pronosticar la posibilidad de aguaceros fuertes para la noche de ese día miércoles 4 y una intensificación de estas para el día jueves 5 de octubre, tal y como sucedería posteriormente.
Aunque Nate provocó muertes y daños importantes en el país, tanto la gente como las autoridades estaban mejor preparadas, sobre todo porque aún estaba fresca en la memoria lo sucedido con el Huracán Otto un año antes.

### Nicaragua
Las costas caribeñas de Nicaragua se pusieron en alerta mientras prosperaban los disturbios precursores; sobre la formación de Nate, una advertencia de la tormenta tropical fue publicada para la costa. 
El 4 de octubre el gobierno decretó alerta amarilla en todo el país y el 5 y 6 de octubre se suspendieron las clases a nivel nacional.

### Estados Unidos
En la preparación por la llegada de la tormenta tropical Nate, los oficiales en Grand Isle, Luisiana, declararon una evacuación voluntaria. El alcalde de Nueva Orleans, Mitch Landrieu, se reunió con funcionarios locales, estatales y federales para discutir las medidas de preparación, ya que la ciudad continuó experimentando deficiencias críticas en su sistema de drenaje de dos meses antes. El gobernador de la Florida Rick Scott declaró el estado de emergencia para 29 condados en la porción norte del estado. En alta mar, las compañías de petróleo y gas comenzó a evacuar las plataformas de producción en el golfo de México. Seis plataformas habían sido despejadas al mediodía del 5 de octubre, y una plataforma móvil se trasladó fuera del camino de la tormenta.

## Impacto

### Nicaragua
Como consecuencia de los números de los fallecidos, Nate mató 15 personas en Nicaragua. Más de 3700 familias damnificadas a causa de las inundaciones. También dejó un sinnúmero de comunidades incomunicadas al destruir puentes completamente o dañar considerablemente la infraestructura de transporte. Afecto al menos 11 departamentos y 54 municipios del país. Decenas de embarcaciones encallaron hasta él punto de quedar cerca de restaurantes u hoteles en los centros turísticos. Se cuentan al menos 3759 viviendas con algún grado de afectación y más de 14 262 personas afectadas. 45 676 familias sufrieron falta de agua potable por falta de energía y otras 12 433 a causa de desbordes de ríos usados para abastecer a la población. Zonas turísticas como el mirador de Masachapa y San Juan del sur fueron destruidas por la crecida de ríos y el oleaje del mar respectivamente.
El Huracán Nate en 2017 no solo causó devastación directa, sino que también desencadenó el denominado Nate Effect, un fenómeno meteorológico caracterizado por precipitaciones extremadamente intensas en un corto período de tiempo. Este efecto, relacionado con el Giro monzónico centroamericano, agravó las condiciones climáticas adversas, llevando a lluvias torrenciales que superaron los 1000 milímetros en algunas áreas, incrementando significativamente el riesgo de inundaciones y deslizamientos de tierra. El Nate Effect destacó la vulnerabilidad de la infraestructura y las comunidades centroamericanas frente a estos eventos climáticos extremos.

### Costa Rica

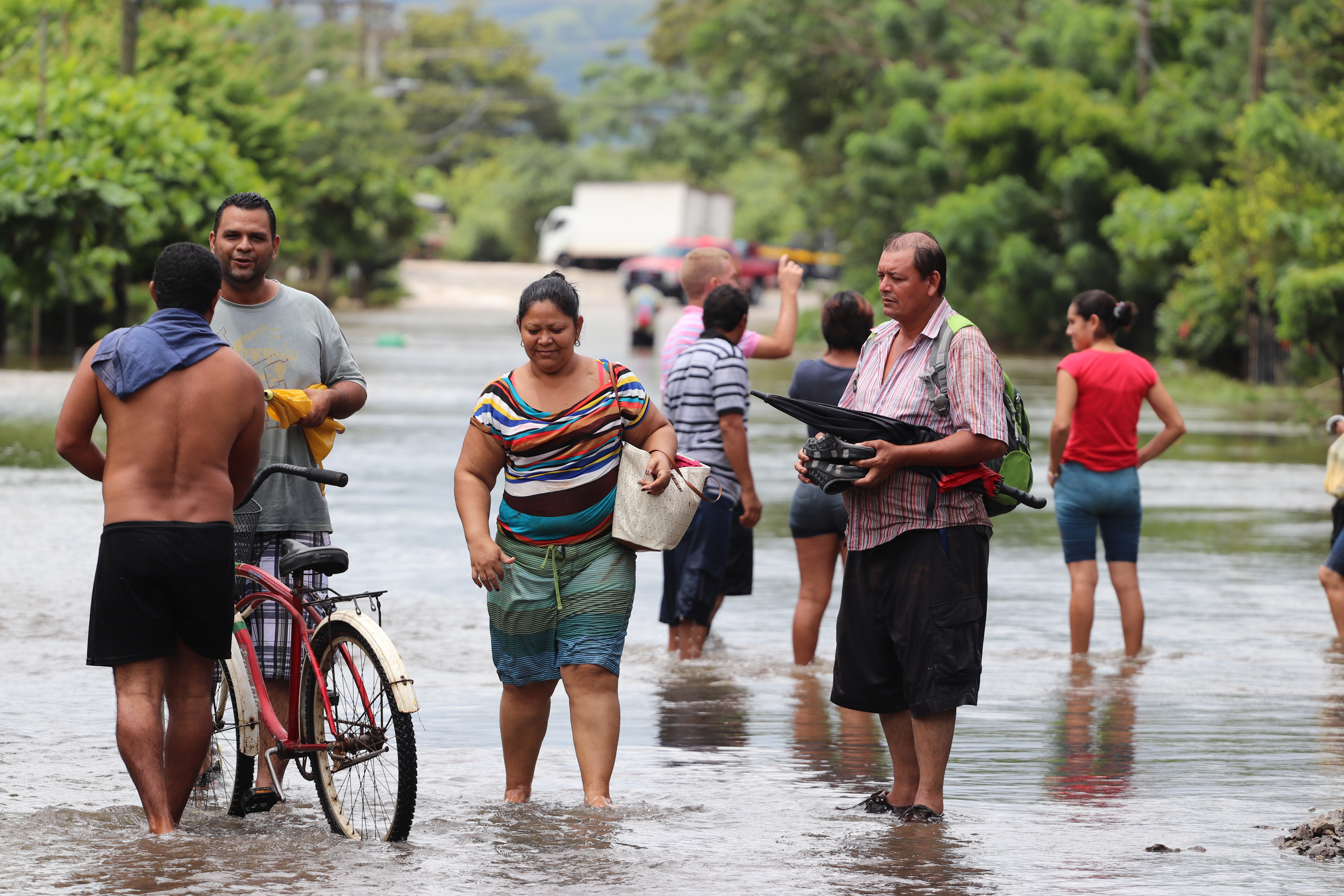
Damnificados del huracán Nate en la provincia de Guanacaste, Costa Rica.

Los efectos de la tormenta tropical Nate en Costa Rica provocaron 11 muertes, con 2 personas desaparecidas, 11.700 personas alojadas en refugios, y severos y cuantiosos daños a la infraestructura nacional. Se reportaron inundaciones, desbordamientos de ríos, destrucción de casas, colegios, carreteras, puentes y plantaciones, laderas inestables, viviendas aterradas y miles de personas desplazadas. El presidente de Costa Rica, Luis Guillermo Solís, calificó los efectos de Nate como "la peor crisis en la historia de Costa Rica".
El Ministerio de Obras Públicas y Transportes calificó los daños en vías de comunicación provocados por la tormenta como "de proporciones titánicas". El ministro de dicho ramo adelantó que "al país le va a tomar mucho tiempo recuperar, levantar y volver a poner en buenas condiciones toda esta infraestructura.
Un informe preliminar del Ministerio de Educación Pública informó daños en 72 escuelas y colegios en todo el país, y motivó la suspensión de las clases en los cantones en alerta roja la primera semana posterior al paso del fenómeno climatológico.
El Instituto Costarricense de Acueductos y Alcantarillados confirmó que al menos 447.000 personas permanecían sin agua potable en el país producto de los daños provocados por la tormenta tropical Nate.
El Ministerio de Agricultura y Ganadería informó mayor afectación en los cultivos de arroz, palma aceitera, caña de azúcar, papaya, hortalizas y pastos.

### Honduras
Al menos tres personas murieron y otras tres desaparecieron en Honduras. incluyendo uno en Tierra Blanca.

### Panamá
Los disturbios precursores produjeron fuertes lluvias en Panamá, provocando un deslizamiento de tierra que mató a seis personas en el Cerro Colorado, comarca Ngäbe Buglé. También se produjo un naufragio en la bahía de Panamá, donde fueron rescatadas 29 personas, pero provocó la muerte de una persona.

## Nombre retirado
El 11 de abril de 2018, el nombre de Nate fue retirado por la Organización Meteorológica Mundial (OMM) y nunca será usado para la temporada de huracanes del Atlántico esto debido a que causó demasiados daños. Fue sustituido el nombre de Nigel para la temporada de 2023.